# Municipalité du district de Molėtai
La municipalité du district de Molėtai (en lituanien : Molėtų rajono savivaldybė) est l'une des soixante municipalités de Lituanie. Son chef-lieu est Molėtai.

## Seniūnijosde la municipalité du district de Molėtai
- Alantos seniūnija (Alanta)
- Balninkų seniūnija (Balninkai)
- Čiulėnų seniūnija (Toliejai)
- Dubingių seniūnija (Dubingiai)
- Giedraičių seniūnija (Giedraičiai)
- Inturkės seniūnija (Inturkė)
- Joniškio seniūnija (Joniškis, Molėtai)
- Luokesos seniūnija (Molėtai)
- Mindūnų seniūnija (Mindūnai)
- Molėtų miesto seniūnija (Molėtai)
- Suginčių seniūnija (Suginčiai)
- Videniškių seniūnija (Videniškiai)

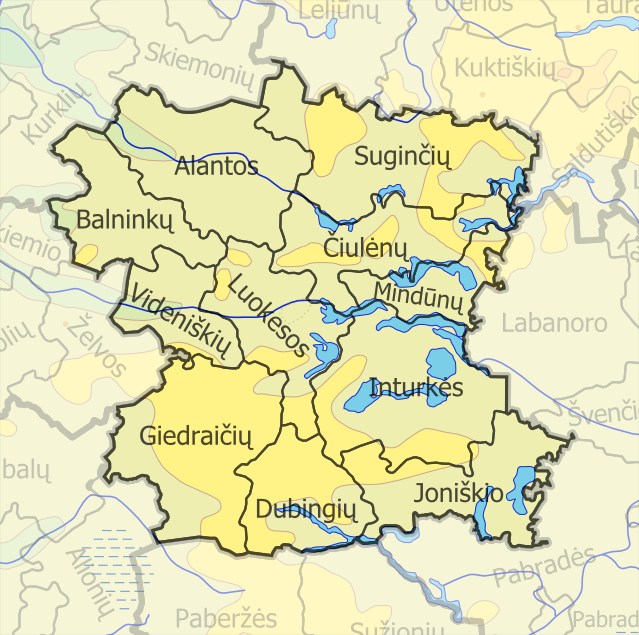
Seniūnijos de la municipalité du district de Molėtai.